# Лисиця афганська
Лисиця афганська, або лисиця Бленфорда (Vulpes cana) — вид родини псових (Canidae), ряду хижих. Поширений в сухих гористих степових місцевостях Близького Сходу, як правило, нижче висоти 2000 м над рівнем моря.

## Етимологія
Назва виду cana отримана від лат. canus, що означає "сіро-біле волосся". canus — сивий. Canis — назва роду Пес.

## Морфологія
Морфометрія. Довжина голови й тулуба: 400—500 мм, хвіст: 330—410 мм, вага: близько 1.0 кг.
Опис. Невелика лисиця з довгим хвостом, що майже дорівнює довжині тіла. Тіло буро-сіре, що вицвітає до блідо-жовтого на животі. Взимку шерсть м'яка і пухнаста з щільним, чорним підшерстям. Маса тіла взимку найбільша, тоді як частка води у тілі найменша. Спинна область всіяна волоссям з білими кінчиками. Літнє хутро менш щільне, блідіше забарвлене і волосся з білими кінчиками менш очевидне. Примітна серединноспинна чорна смуга йде від потилиці і стає серединноспинним гребенем по всій довжині хвоста. Колір хвоста схожий на колір тіла. Характерна спинна чорна пляма знаходиться в основі хвоста. Кінчик хвоста зазвичай чорний, хоча у деяких особин білий. Передні й задні лапи зверху тьмяно-жовтувато-білі, а ззаду темно-сірі. На відміну від інших видів лисиць в Аравійській пустелі, чорні подушечки стоп і пальців не вкриті волоссям і кігті схожі на котячі, вигнуті, гострі і наполовину вбираються в подушечки. Голова помаранчево-жовто-коричневого кольору, особливо взимку. Обличчя з тонкими темними смугами, що простягаються від верхньої частини різко загостреної мордочки до внутрішніх кутиків очей. Вуха світло-коричневого кольору з обох сторін з довгими білими волосками по кордону. Зубна формула: I 3/3, C 1/1, P 4/4, M 2/3 = 42.

## Поведінка
Ця лисиця більш плодоїдна ніж інші лисиці Пакистану, вона любить стиглі дині та виноград без кісточок, іноді завдаючи збитків сільському господарству. Має дивовижну здатність стрибати і може рухатися вгору серед скель, протискуючи себе від однієї вертикальної стіни до іншої. Веде суворо нічний спосіб життя і показує невелику зміну в поточній діяльності протягом року. Живиться членистоногими, фруктами й іншим рослинним матеріалом; очевидно, що не потребує вживання води у чистому вигляді. Радіостеження в Ізраїлі показали, що один V. cana за ніч долає 7–11 км, область патрулювання становить 1,6 км², ці області займають суворо моногамні пари і вони перекриваються лише мінімально. Лігва зазвичай розташовані на гірських схилах і складаються з великого каменя та нагромаджень валунів чи насипів. Здається, V. cana використовує лише наявні природні порожнини і ніколи не риє свої нори. Лігва використовуються як для виховання молоді так і для денного відпочинку протягом усього року. Харчуються й шукають їжу поодинці. Взимку і навесні члени пари часто розміщаються в одному лігві або в сусідніх, у тому ж місці, в той час як влітку і восени вони часто розміщуються в окремих місцях. Часті зміни в розташування нір з дня на день поширеніші влітку й восени.

## Життєвий цикл
Парування відбувається у січні-лютому, самиці народжують 1–3 малюків у лютому-квітні. Вагітність триває 50–60 днів, щенята важать близько 29 грамів при народженні, новонароджені мають м'яке чорне хутро. Лактація триває 30–45 днів, у двомісячному віці молоде покоління вирушає на пошуки поживи разом з батьками, а в тримісячному віці починає шукати поживу самостійно. Молодь повністю залежить від материнського молока аж поки не почне знаходити собі їжу. Ніколи не спостерігалося, щоб дорослі приносили їжу потомству в лігво. Вік статевої зрілості становить 8-12 місяців.

## Загрози та охорона
Очевидних загроз немає. Можуть бути вбиті через отруєні туші, залишені для вовків і гієн. Зустрічається в охоронних територіях в Ізраїлі, Йорданії, Оману, Саудівської Аравії та Об'єднаних Арабських Еміратів.